# هنري بوتر (صحفي)
هنري بوتر (بالإنجليزية: Henry Porter) (و. 1953  م) هو صحفي، وكاتب، وروائي بريطاني.

## التعليم
تعلم في كلية ولينغتون (بركشاير)
.